# Nuskhuri
Cette page contient des caractères spéciaux ou non latins. S’ils s’affichent mal (▯, ?, etc.), consultez la page d’aide Unicode.
Le nuskhuri (en géorgien : ნუსხური, « minuscule »), ou kutkhovani (« carré ») est un alphabet utilisé autrefois pour transcrire le géorgien et l'ossète.

## Historique

L'Évangéliaire de Vardzia, en nuskhuri.

Le nuskhuri remplaça progressivement l’alphabet asomtavruli, plus ancien, à partir du IXe siècle ; dans les textes religieux, il servait à écrire les lettres minuscules (l’asomtavruli était utilisé pour les capitales, notamment les lettrines ornementales en début de vers ou de paragraphe dans les manuscrits enluminés), une combinaison bicamérale nommée khutsuri (ხუცური, « écriture d'église »).
Les deux écritures devinrent obsolètes par la généralisation du mkhedruli à partir du XIe siècle. Le khutsuri resta utilisé jusqu’au XVIIIe siècle essentiellement pour l'usage liturgique.

## Représentation informatique
Le nuskhuri est représenté par les caractères Unicode U+2D00 à U+2D2F.
Les lettres codées après U+2D25 ne font pas partie de l'alphabet de base du géorgien standard mais ont été ajoutées pour transcrire d'autres langues ou dialectes plus anciens. U+2D27 est une lettre géorgienne archaïque, et U+2D2D est une lettre ajoutée pour transcrire la langue ossète.
| en fr  | 0 | 1 | 2 | 3 | 4 | 5 | 6 | 7 | 8 | 9 | A | B | C | D | E | F |
| ------ | - | - | - | - | - | - | - | - | - | - | - | - | - | - | - | - |
| U+2D00 | ⴀ | ⴁ | ⴂ | ⴃ | ⴄ | ⴅ | ⴆ | ⴇ | ⴈ | ⴉ | ⴊ | ⴋ | ⴌ | ⴍ | ⴎ | ⴏ |
| U+2D10 | ⴐ | ⴑ | ⴒ | ⴓ | ⴔ | ⴕ | ⴖ | ⴗ | ⴘ | ⴙ | ⴚ | ⴛ | ⴜ | ⴝ | ⴞ | ⴟ |
| U+2D20 | ⴠ | ⴡ | ⴢ | ⴣ | ⴤ | ⴥ |   | ⴧ |   |   |   |   |   | ⴭ |   |   |